# Kadee
Kadee (Kadee Quality Products Co.) est une entreprise américaine de modélisme ferroviaire proposant des wagons et des bogies et des attelages. 
La firme est connue pour ces attelages qui reproduisant l'attelage Janney et présentant des caractéristiques uniques permettant une exploitation des trains plus réaliste. Leur conception est aujourd'hui la norme sur les modèles réduits nord-américains.
L'entreprise emploie plus de 30 salariés à White City (Oregon) (60 en 1989 avant la séparation de Micro-Trains).

## Historique
Kadee est créé en 1940 par deux frères jumeaux, Keith et Dale Edwards. Le nom de l'entreprise est la prononciation leurs initiales « K D » en anglais. Aux débuts, ils proposent des aiguillages en kit, un projet abandonné par l'entrée en guerre des États-Unis.
Arès la guerre, ils décident de créer un attelage semblable à ceux utilisés sur les vrais trais nord-américains : à l'époque, chaque firme a son modèle d'attelage et il est impossible d'atteler du matériel roulant de différentes provenances. Après une longue étude, ils proposent leur première modèle à un revendeur qui le refuse, le jugeant loin du modèle réel. Après de nouvelles études, ce revendeur accepte de commander 6000 exemplaires de l'attelage. Un brevet est déposé en 1947 ; le modèle commercial, nommé « K », est lancé en 1949 et est un succès malgré un prix élevé. À cette époque, les deux frères s'intéressent également au lancement de l'échelle N, en rachetant la marque Micro-Trains. Ils préfèrent attendre stratégiquement que les premiers modèles européens sortent, afin de savoir quelle échelle de réduction et quel écartement de voie sont finalement retenus.
En 1955, la National Model Railroad Association publie une norme concernant les attelages à l'échelle HO. Bien que peu semblable à l'attelage réel, l'attelage normalisé X2f devient alors le standard immédiatement adopté et équipe l'ensemble du matériel roulant industriel. Les modélistes sont satisfaits de cet équipement car son coût est nul : les ventes de l'attelage K chutent. En réaction, Kadee sort sa version X2f, qui présente une innovation : il est possible de découpler le matériel roulant grâce à un aimant situé sous la voie. Le X2f de Kadee ne connaît cependant pas de succès du fait du manque de fiabilité des aimants, et Kadee commence à fabriquer du matériel roulant en HO pour poursuivre son activité. Cependant, la normalisation de l'attelage, mal appliquée par les constructeurs, ainsi que de nombreux défauts de conception (nécessité de forcer le matériel à s'atteler, impossible d'atteler dans une courbe, déraillement quand le train est poussé, etc.) fait que le matériel roulant reste parfois toujours incompatible et la À la fin des années 1950, les ventes des attelages Kadee sont à nouveau florissantes.

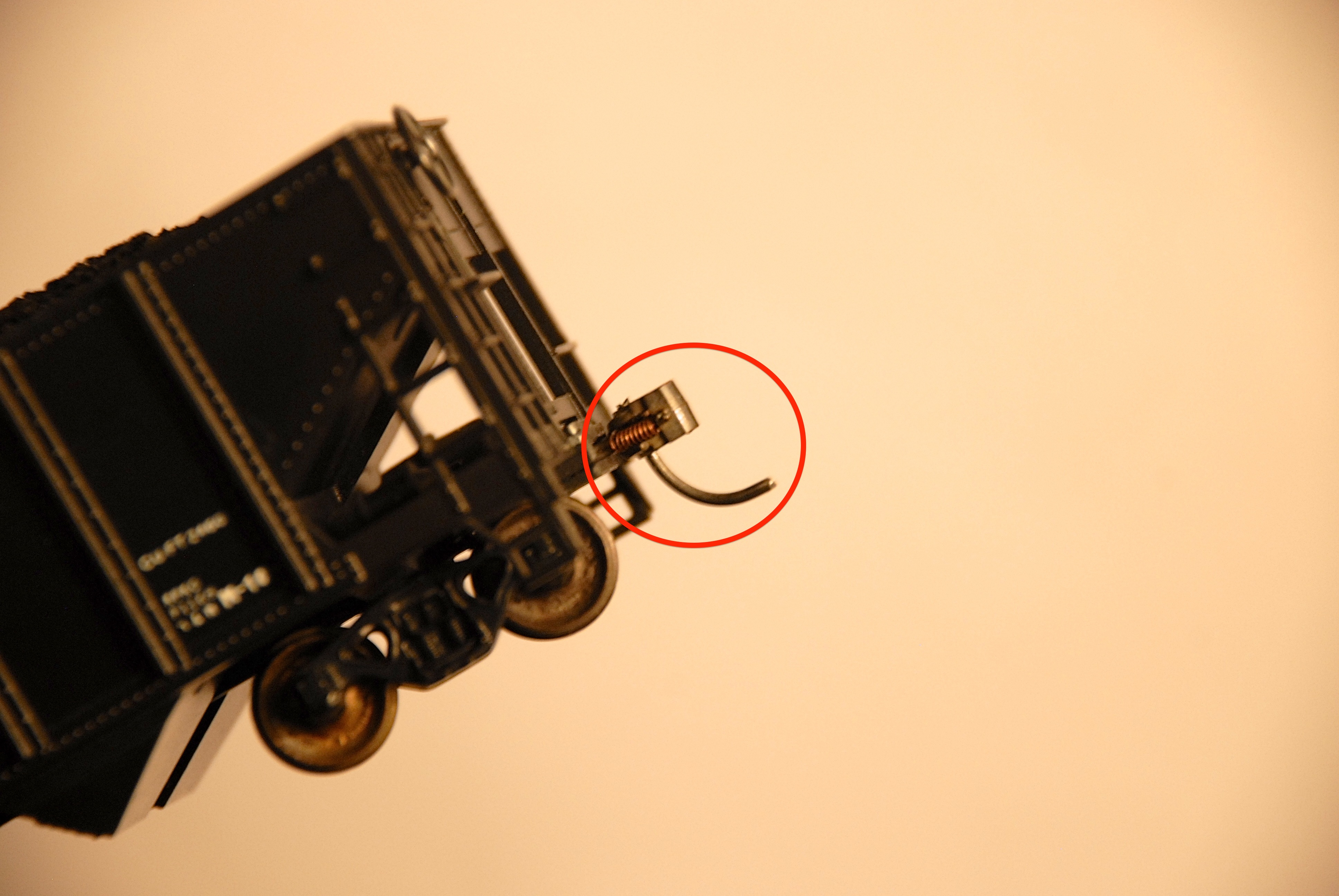
Attelage Kadee monté sur un wagon-trémie à l'échelle HO.

En 1956 sort l'attelage n°5 « Magne-Matic », dont une version améliorée est proposée en 1960. Les problèmes magnétiques sont alors résolus. Cet attelage, toujours commercialisé, permet de pousser dételer le matériel grâce à un aimant placé sous la voie, et de pousser le matériel dételé jusqu'au lieu souhaité sans intervention humaine. Cet attelage innovant est alors adopté par les modélistes ferroviaires et devient de facto l'attelage standard pour le modélisme ferroviaire, détrônant l'attelage normalisé. 
En 1989, Kadee propose un attelage compatible avec les Normes européennes de modélisme. Du fait de la fiabilité connue de ces attelages, cette sortie est remarquée par la presse spécialisée. L'attelage Kadee proposé est cependant critiqué pour des problèmes de compatibilité avec la norme européenne qui prend en compte le fait que les trains européens soient dotés de tampons. Depuis l'expiration du brevet en 1997, plusieurs formes proposent des attelages suivant la même conception.
Dans le courant des années 1970, Kadee se lance pour de bon sur le marché de l'échelle N et produit ses attelages ainsi que du matériel roulant à cette échelle sous la marque Micro-Trains. Leurs wagons sont alors remarqués pour leur finesse. Cette gamme devient une entreprise à part entière en 1990 à la suite d'un différend familial.
Keith décède le 26 juillet 2012 et Dale le 19 septembre 2014,.